# Gisela Ponce de León
Gisela Ponce de León Franco (Lima, 12 de abril de 1985) es una actriz y cantante peruana. Inició su carrera en el teatro y debutó en la televisión en 2006. Ha estelarizado varias obras de teatro en su país, incluidos los musicales Cabaret, El musical 2010 y Casi normal, y también ha tenido roles protagónicos en películas peruanas.

## Biografía
Gisela Ponce de León Franco, actriz de teatro, cine y televisión, cantante y conductora peruana nacida el 12 de abril de 1985 en Lima.

## Primeros años
En su infancia y adolescencia Gisela vivió en la urbanización Palomino, en el Cercado de Lima. Estudió en el Colegio De Jesús ubicado en el distrito de Pueblo Libre. Cuando era niña asistió a clases de ballet y participó en varios programas concurso de canto y baile, incluido Nubeluz como parte de los talentos entre 1992 y 1995.

## Carrera
Luego de concursar en varios programas infantiles, participó en un casting para actuar en la obra musical Annie dirigida por Osvaldo Cattone, el cual pasó e interpretó al personaje Peeper. Luego de ello, formó parte del elenco de baile del programa Karina y Timoteo. Posteriormente, Ponce de León empezó sus estudios de actuación en el Centro de Formación del Teatro de la Universidad Católica, donde tuvo como uno de sus profesores a Alberto Ísola.
En 2005 actuó en el musical La corporación donde interpretó varios roles, y seguidamente en la obra El mercader de Venecia.
Su siguiente musical fue Broadway nights a inicios de 2006. Ponce de León debutó en la televisión meses después, protagonizando la serie Esta sociedad de América Televisión como Mirkala. Finalizada esta, siguió en el teatro con la obra para niños Escuela de Payasos. 
En 2007 protagonizó la obra Mi nombre es Rachel Corrie en el papel de la activista estadounidense Rachel Corrie; y participó en el cortometraje Besando a tu papá, bajo la dirección de Aristóteles Picho.

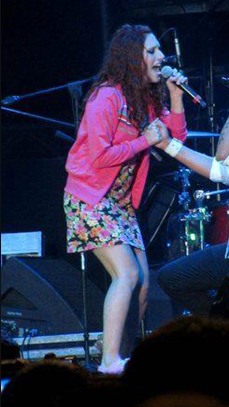
Gisela como telonera del concierto de Paramore en Lima.

A inicios de 2008, se estrenó la película animada Valentino y el clan del can de Alpamayo Entertainment, donde Gisela prestó su voz para el personaje de Tiffany. Para el teatro, actuó en la comedia negra El Teniente de Inishmore de Martin McDonagh –obra presentada dos años después en el XII Festival Iberoamericano de Teatro de Bogotá–; la comedia Noche de tontos, y seguidamente el musical Feisbuk. En televisión, apareció en la segunda temporada de Esta sociedad.
Ponce de León protagonizó el musical Cabaret presentado en el Teatro Segura en 2009, interpretando a Sally Bowles. Siguiendo en el teatro, interpretó a Mary Warren en la obra Las brujas de Salem. También apareció en el filme Cu4tro, del director Frank Pérez-Garland. 
Leon concursó en el reality show de baile  El gran show conducido por Gisela Valcárcel, donde resultó ganadora tras tres meses de competencia. Gracias a su primer puesto clasificó a la tercera temporada llamada El gran show: reyes del show, donde obtuvo el tercer puesto. Paralelamente al certamen de baile, estelarizó El musical 2010 producido por "Preludio Asociación Cultural" de Denisse Dibós, donde cantó temas de varios musicales; e interpretó el papel de Anne en La jaula de las locas.
Gisela formó parte de la telenovela Ana Cristina de ATV en 2011, interpretando a Maju.
Ponce de León tuvo el rol principal del musical Casi normal (Next to Normal), en el papel de Natalie Goodman. Terminada la temporada, protagonizó junto a Carlos Carlín la obra La chica del Maxim de la productora Raquel en Llamas, estrenada en julio de 2011. A la par, participó en la reposición de la obra teatral para niños Escuela de Payasos, y seguidamente interpretó a Lulu en la obra La fiesta de cumpleaños (The Birthday Party de Harold Pinter).
Ponce de León actuó en el musical Hairspray como Penny Pingleton, realizada por Los Productores, cuya temporada duró de mayo a agosto de 2012. Esta adaptación estuvo bajo la dirección de Juan Carlos Fisher en el Teatro Peruano Japonés. Seguidamente protagonizó la obra Nuestro pueblo en el papel de Emily Webb, dirigida por Chela de Ferrari.
La película de drama romántico Quizás mañana, dirigida por Jesús Álvarez Betancourt y protagonizada por Gisela y Bruno Ascenzo, se estrenó el 14 de febrero de 2013.
Su siguiente aparición en cine es con la película de comedia Asu Mare, estrenada en abril de 2013, interpretando a la mamá de Carlos Alcántara. La película Rocanrol 68 de Gonzalo Benavente Secco, que cuenta con la actuación de Ponce de León, se estrenó en octubre de 2013.
Ponce de León condujo Ponte Play junto a Bruno Ascenzo por Frecuencia Latina en 2013. Gisela actuó en la obra El apagón, dirigida por Juan Carlos Fisher. Participó en la lectura dramatizada Katrina Kunetsova y el clítoris gigante de "Sala de parto" de Teatro La Plaza.
Su siguiente obra será Mentiras, el musical.
Gisela formó parte de la serie Al fondo hay sitio de América Televisión en 2015, interpretando a Ariana.
En 2024, interpretó a Anaté en el musical peruano "Morir de Amor", el cual se reestrenó después de 16 años en el Teatro Peruano Japonés.

### Otras actividades
Gisela, junto a la banda Locomotor, abrieron el concierto de la banda estadounidense Paramore en Lima en 2011.
En septiembre de 2012 debutó como locutora de radio en el espacio Zona de riesgo (luego llamado Amigos con derechos) de la estación Studio 92, junto a Bruno Ascenzo. En octubre de 2012 realizó dos presentaciones en "La estación de Barranco" bajo el nombre de PlayBill, donde cantó covers y temas de musicales. Gisela grabó un tema para la película Quizás mañana.

## Teatro
| Año     | Título                                                | Rol                  | Notas                                                                    |
| ------- | ----------------------------------------------------- | -------------------- | ------------------------------------------------------------------------ |
| 1996    | Annie                                                 | Peeper               | Teatro Marsano                                                           |
| 2004    | El Principito                                         | Jardín de rosas      | Teatro Segura                                                            |
| 2005    | La corporación                                        | Varios roles         | Teatro Segura                                                            |
| 2005    | El mercader de Venecia                                | Porcia               | Teatro Británico                                                         |
| 2006    | Broadway nights                                       | Christine Daaé       |                                                                          |
| 2006–07 | Escuela de payasos                                    | Pimpola              | Teatro La Plaza                                                          |
| 2007    | Sueño de una noche de verano                          | Hermia               | Teatro Británico                                                         |
| 2007    | Mi nombre es Rachel Corrie                            | Rachel Corrie        | Teatro La Plaza                                                          |
| 2007    | Perú Ja Ja                                            | Intérprete           | Voz                                                                      |
| 2007    | Canta la cloaca                                       | Griselda             | Teatro Montecarlo                                                        |
| 2007    | El Tartufo                                            | Mariana              | Centro Cultural PUCP                                                     |
| 2008    | El teniente de Inishmore                              | Mairead              | Teatro La Plaza                                                          |
| 2008    | Noche de tontos                                       | Olivia               | Teatro La Plaza                                                          |
| 2008    | Feisbuk                                               | Stefani              | Teatro Peruano Japonés                                                   |
| 2009    | Cuatro amigos en busca de la chompa perdida           | La osa Florentina    | Teatro La Plaza                                                          |
| 2009    | Cabaret                                               | Sally Bowles         | Rol principal, Teatro Segura                                             |
| 2009    | Una Pulga en la Oreja                                 | Antuanette           | Auditorio del Colegio San Agustín                                        |
| 2009    | Incierto Concierto                                    | Francesca            | Teatro La Plaza                                                          |
| 2009–10 | Las brujas de Salem                                   | Mary Warren          | Teatro La Plaza, 2 temporadas                                            |
| 2010    | El enfermo imaginario                                 | Antoñita             | Teatro La Plaza                                                          |
| 2010    | El musical 2010                                       | Varios roles         | Teatro Segura                                                            |
| 2010    | La jaula de las locas                                 | Anne Dindon          | Teatro Peruano Japonés                                                   |
| 2010    | Escuela de Payasos                                    | Pimpola              | Reposición, Teatro La Plaza                                              |
| 2010    | Los monólogos de la vagina                            | Intérprete           | Única función                                                            |
| 2011    | Casi normal                                           | Natalie Goodman      | Teatro Marsano                                                           |
| 2011    | La chica del Maxim                                    | Coco                 | Teatro Peruano Japonés                                                   |
| 2011    | Escuela de Payasos                                    | Pimpola              | Reposición, Teatro Luigi Pirandello                                      |
| 2011–12 | La fiesta de cumpleaños                               | Lulu                 | Teatro La Plaza, 2 temporadas                                            |
| 2012    | Hairspray                                             | Penny Pingleton      | Teatro Peruano Japonés                                                   |
| 2012–13 | Nuestro pueblo                                        | Emily Webb           | Teatro La Plaza, 2 temporadas                                            |
| 2012    | Velorio                                               | Intérprete           | 1 función                                                                |
| 2013    | El apagón                                             | Carol Melkett        | Teatro Luiggi Pirandello                                                 |
| 2013    | Cascanueces urbano                                    | Clara                | 2 funciones                                                              |
| 2014    | Mentiras, El Musical                                  | Lupita               | Teatro Peruano Japonés                                                   |
| 2014    | La Tiendita del Horror                                | Audrey               | Teatro Larco                                                             |
| 2014    | ¿Dónde Están los Payasos?                             | Pimpola              | Teatro Pirandello, 2 Temporadas                                          |
| 2014    | Sobre Lobos                                           | Julia                | Teatro de la Alianza Francesa                                            |
| 2015    | Chico Encuentra Chica                                 | Teresa               | Teatro Larco                                                             |
| 2015    | Las Tres Viudas                                       | Micaela              | Teatro La Plaza                                                          |
| 2015    | Avenida Larco                                         | Susana               | Teatro Marsano                                                           |
| 2016    | En el barrio                                          | Nina                 | Teatro Pirandello                                                        |
| 2016    | Mamma Mia!                                            | Sophie               | Teatro Peruano Japonés                                                   |
| 2016    | Mudanza                                               | Ella misma           | Teatro Luigui pirandello                                                 |
| 2017    | Las Tres Viudas                                       | Micaela              | Reposición Teatro Pirandello                                             |
| 2017    | Mamma Mia!                                            | Sophie               | Reposición Teatro Peruano Japonés                                        |
| 2017    | Fragmentos                                            | Magnolia             | Centro Cultural PUCP                                                     |
| 2017    | Conejo Blanco Conejo Rojo                             | Invitada             | Teatro Luigui Pirandello                                                 |
| 2018    | Santiago El Pajarero                                  | Rosaluz              | Teatro La Plaza                                                          |
| 2018    | Gisela Ponce De León                                  | Ella misma           | Teatro Luigui Pirandello                                                 |
| 2018    | El Congreso                                           | Congresista          | Teatro La Plaza                                                          |
| 2018    | Cabaret                                               | Sally Bowles         | Teatro Municipal De Lima                                                 |
| 2018    | Toc Toc                                               | "Lili"               | Teatro Luigui Pirandello                                                 |
| 2019    | Constelaciones                                        | "Marianne"           | Teatro de Lucia                                                          |
| 2019    | Jauría                                                | "Gisela"             | Centro Cultural del ICPNA                                                |
| 2019    | Hedda                                                 | "Hedda"              | Teatro Británico                                                         |
| 2020    | Mi Nombre es Rachel Corrie                            | "Rachel Corrie"      | Teatro La Plaza                                                          |
| 2022    | Tarascones                                            | "Estela"             | Teatro La Plaza                                                          |
| 2023    | Escape Room                                           | "Marina"             | Teatro Peruano Japonés                                                   |
| 2023    | El cuerpo de Giulia-no                                | "Giulia"             | Teatro de la Universidad de Lima                                         |
| 2023    | Los Monstruos                                         | "Sandra"             | Teatro Fénix de Arequipa y Auditorio del Colegio San Agustín en Iquitos. |
| 2024    | No estas solo                                         |                      | Teatro NOS de la PUCP                                                    |
| 2024    | Los Caracoles                                         | Diversos personajes  | Nuevo Teatro Julieta                                                     |
| 2024    | Un día en la vida de...                               | Gisela Ponce de León | Teatro del Centro Español del Perú.                                      |
| 2024    | Morir de Amor                                         | "Anaté"              | Teatro Peruano Japonés                                                   |
| 2024    | Escape Room                                           | "Marina"             | Teatro Víctor Raúl Lozano Ibáñez (UPAO) Trujillo                         |
| 2024    | Un intento valiente de representar 30 obras en 1 hora | Gisela Ponce de León | Teatro Quilla                                                            |
| 2024    | 2:22 Una historia de fantasmas                        | Laura                | Teatro Mario Vargas Llosa                                                |
|         |                                                       |                      |                                                                          |
|         |                                                       |                      |                                                                          |
|         |                                                       |                      |                                                                          |

## Filmografía
| Año  | Título                          | Rol                               | Notas |
| ---- | ------------------------------- | --------------------------------- | ----- |
| 2007 | Besando a tu papá               | Liuva                             | Corto |
| 2008 | Valentino y el clan del can     | Tifanny                           | Voz   |
| 2009 | Cu4tro                          | Gabriela                          |       |
| 2013 | Quizás mañana                   | Natalia                           |       |
| 2013 | Asu Mare                        | Isabel "Chabela" Vilar (de joven) |       |
| 2013 | Rocanrol 68                     | Bea                               |       |
| 2015 | Como en el cine                 | Dani                              |       |
| 2017 | El sistema solar                | Edurne                            |       |
| 2018 | Soltera codiciada               | María Fe                          |       |
| 2022 | Cosas de Amigos                 | Natalia                           |       |
| 2023 | La erección de Toribio Bardelli | Sara Bardelli                     |       |
| 2023 | Soltera codiciada 2             | María Fe                          |       |
| 2024 | Muerto de risa                  | Alfonsina                         |       |

| Año         | Título                       | Rol                                 | Notas                            |
| ----------- | ---------------------------- | ----------------------------------- | -------------------------------- |
| 2000 - 2003 | Karina y sus amigos          | Elenco de baile                     |                                  |
| 2006 - 2008 | Esta sociedad                | Mirkala                             | Rol principal                    |
| 2009        | Rita y yo y mi otra yo       | Anís                                |                                  |
| 2010        | El gran show                 | Concursante                         | Ganadora de la Primera temporada |
| 2010        | El gran show: reyes del show | Concursante                         | 3° puesto                        |
| 2011        | Ana Cristina                 | María Julia "Maju" Benavides Aragón |                                  |
| 2012        | Yo soy                       | Juez invitada                       | Etapa casting                    |
| 2013        | Ponte Play                   | Presentadora                        |                                  |
| 2014        | La voz kids                  | Asesora invitada                    |                                  |
| 2015        | Al fondo hay sitio           | Ariana Romero Benavides             | Secundaria                       |
| 2017        | Natalia                      | Lourdes                             | Villana Invitada                 |
| 2018        | Jammin Movistar              | Conductora                          |                                  |
| 2019        | Un día eres joven            | Fabi                                | Rol principal                    |
| 2020        | Historias virales            | Diversos personajes                 | Rol principal                    |

## Créditos como cantante
| Año  | Canción                     | Álbum           | Notas                                              |
| ---- | --------------------------- | --------------- | -------------------------------------------------- |
| 2009 | Amnesia                     | Mundos bizarros | Junto a Flor de Loto.                              |
| 2009 | Mundos bizarros             | Mundos bizarros | Junto a Flor de Loto.                              |
| 2011 | Enciende tu motor           | —               | Para Ana Cristina.                                 |
| 2011 | Nadie te ha querido como yo | —               | Para Ana Cristina.                                 |
| 2013 | Mis puentes y mi aliento    | —               | Para la banda sonora de la película Quizás mañana. |
| 2017 | Buenos días, Caballero      | —               | Para El Sistema Solar.                             |
| 2018 | Red social                  | Priapismo       | Junto a Chabelos.                                  |
| 2018 | Devuelve la plata Alanación | Priapismo       | Junto a Chabelos.                                  |

## Premios y nominaciones
| Año  | Premio                       | Categoría              | Trabajo             | Resultado | Ref.   |
| ---- | ---------------------------- | ---------------------- | ------------------- | --------- | ------ |
| 2011 | Premios Luces de El Comercio | Mejor actriz de teatro | Casi normal         | Ganadora  |        |
| 2012 | Premios Luces de El Comercio | Mejor actriz de teatro | Hairspray           | Ganadora  |        |
| 2013 | Premios Luces de El Comercio | Mejor actriz de cine   | Quizás mañana       | Ganadora  |        |
| 2014 | Premios Luces de El Comercio | Mejor actriz de teatro | Sobre lobos         | Ganadora  |        |
| 2019 | Premios Luces de El Comercio | Mejor actriz de TV     | Un día eres joven   | Nominada  |        |
| 2021 | Premios Luces de El Comercio | Mejor actriz de TV     | Historias virales   | Nominada  |        |
| 2024 | Premios Luces de El Comercio | Mejor actriz de cine   | Soltera codiciada 2 | Nominada  | [ 40 ] |